# Irssi
Irssi é um cliente de terminal para IRC. Foi escrito originalmente por Timo Sirainen, que o iniciou do zero, ou seja, não foi baseado em nenhum outro cliente como clientes do mesmo gênero costumam  fazer, se baseando no ircII.